# لورينزو بولي
لورينزو بولي (بالإيطالية: Lorenzo Poli)‏ هو لاعب كرة قدم إيطالي في مركز الدفاع، ولد في 23 يناير 1990 في روما في إيطاليا. لعب مع نادي بينيفينتو ونادي روما.